# Lasianthus angustifolius
Lasianthus angustifolius là một loài thực vật có hoa trong họ Thiến thảo. Loài này được King & Gamble mô tả khoa học đầu tiên năm 1904.